# San Francisco (sång)
"San Francisco" var Norges bidrag till Eurovision Song Contest 1997, och sjöngs på norska samt lite engelska av Tor Endresen.
Sången är en upptempolåt med ett sound liknande det sena 1960-talets rockmusik. Låten beskriver San Francisco från den tiden med text som refererar till dåtida slogans ("Make love not war"), personer (Jimi Hendrix och John Lennon) och sångtitlar ("California Dreamin'", "Blowin' in the Wind"), samt händelser som månlandningen och Woodstockfestivalen.
Låten startade som nummer tre den kvällen, efter Turkiets Şebnem Paker & Grup Etnic med "Dinle" och före Österrikes Bettina Soriat med "One Step". Vid omröstningen blev låten dock poänglös, och slutade på delad sistaplats (24 av 25 bidrag).
Inför kommande års tävling beslutades att minska ner tävlingen till 18 länder, med bästa genomsnittsplaceringarna de fem närmast föregående åren som kvalificerande faktor, vilket räddade Norges deltagande kommande år.